# Körperschaft des öffentlichen Rechts
Een Körperschaft des öffentlichen Rechts (afkorting: K.d.ö.R., ook met KöR of K.ö.R.) - publiekrechtelijk lichaam - is een rechtsvorm in het Duitse publiekrecht van een voor leden bedoelde, maar van de wisseling van leden onafhankelijke rechtspersoon. Een Körperschaft des öffentlichen Rechts leidt haar rechtspersoonlijkheid niet af van de privéautonomie, maar van een besluit van een regering van de Bondsrepubliek Duitsland of een van de regeringen van de 16 deelstaten of van andere overheden van bestuurlijke regio's (Landkreisen), districten en stadsdistricten. 

## Taak
Körperschaften des öffentlichen Rechts onderscheiden zich van Körperschaften des Privatrechts (Vereine), doordat zij publiekrechtelijk georganiseerd zijn en publiekrechtelijk kunnen handelen. In de tijd van het nationaalsocialisme was de rechtsvorm van het KdöR een manier om maatschappelijke organisaties onder bestuur van de 'totalitaire staat' te plaatsen (de Gleichschaltung). Tegenwoordig wordt daarentegen de eigen verantwoordelijkheid van de leden als belangrijk democratisch element beschouwd.

## Selbstverwaltungskörperschaften
Körperschaften des öffentlichen Rechts (publiekrechtelijke lichamen) vinden hun belangrijkste toepassing in de zogenoemde zelfbestuursaangelegenheden, dat wil zeggen in staatszaken die door de burgers of leden in eigen verantwoordelijkheid geregeld moeten worden en daarom organisatorisch uit de bestuurshiërarchie van de staat worden losgemaakt en overgedragen worden aan organisaties met een eigen rechtsbevoegdheid. Zo beslissen bijvoorbeeld de burgers zelf over het lot van hun gemeente, de advocaten over taken van de Rechtsanwaltskammer enzovoorts. Ondanks de organisatorische losmaking uit het bereik van de staat, maken de dragers van deze zelfbestuursaangelegenheden deel uit van het openbare bestuur en zijn net als de overige openbare bestuurlijke lichamen volgens de artikel 20 III van de grondwet van de Bondsrepubliek aan recht en wet gebonden. Daarom zijn deze rechtspersonen aan controle door de staat onderworpen (Staatliche Rechtsaufsicht) en kan geen vlucht in het privaatrecht worden ondernomen.
In tegenstelling tot de privaatrechtelijke lichamen, zoals eingetragene Vereine (Verenigingen), GmbH (Besloten Vennootschap met Beperkte Aansprakelijkheid), Aktiengesellschaft (Naamloze vennootschap), Genossenschaft (Coöperatieve vennootschap), hebben publiekrechtelijke lichamen als onderdeel van het openbare bestuur, enkele uitzonderingen daargelaten, extra bevoegdheden: Personele bevoegdheid (Duits: Dienstherrenfähigkeit) (ze kunnen Ambtenaren benoemen), de bevoegdheid tot verordeningen (Duits: Satzungshoheit) (het vaststellen van verordeningen), de bevoegdheid tot belastingheffing (Duits: Abgabenhoheit) (zij kunnen openbare belastingen, bijdragen en tarieven vastleggen), enzovoorts.  
Publiekrechtelijke lichamen kunnen op basis van hun recht op zelfbestuur vooral over wetgeving in materiële zaken besluiten. Dit vloeit voort uit de bevoegdheid van de staat tot het opstellen van verordeningen, die ook in de grondrechten van de belanghebbenden ingrijpen. Zo is meestal in een bestemmingsplan (Duits: Bebauungsplan) als verordening van de Gebietskörperschaft (gemeente of 'provincie'), de mogelijkheid van bebouwing van de zich in dit plan bevindende percelen geregeld.

## Nicht-staatliche Körperschaften (niet tot de overheid behorende lichamen)
Soms besluit de staat de status van Körperschaft des öffentlichen Rechts ook aan organisaties te verlenen die geen overheidstaken vervullen, maar onderdeel van de samenleving zijn. Daarmee beoogt men vooral de organisatie erkenning te verschaffen uit waardering voor het geleverde werk. Dat deze organisaties enerzijds öffentlich-rechtlich zijn, maar anderzijds geen deel van de staat zijn, heeft veelzijdige gevolgen, bijvoorbeeld op het gebied van de vraag van de controle door de staat, de verantwoordelijkheid (Amtshaftung), enzovoorts. Een Nicht-staatliche Körperschaft is bijvoorbeeld het Bayerische Bauernverband (Boerenverbond van Beieren), het Rode kruis van Beieren en ook enige Akademien der Wissenschaften. Een indeling is heel gecompliceerd, omdat het regelmatig om de vraag gaat, welke taken als staatlich (behorend tot de overheid) gezien moeten worden. Een uitzondering zijn de religieuze gemeenschappen, die volgens de grondwet Nicht-staatliche Körperschaften des öffentlichen Rechts zijn.

## Indeling / Verschillen tussen Körperschaften des öffentlichen Rechts

### Indeling naar wettelijke bron
Völkerrechtliche Körperschaften des öffentlichen Rechts: Verenigde Naties, Europese Unie, Europese Gemeenschap voor Kolen en Staal
Staatsrechtliche Körperschaften des öffentlichen Rechts: De Bondsrepubliek Duitsland, de Bundesländer, de gemeenten en gemeenteverbonden, de Deutsche Rentenversicherung Bund
Verwaltungsrechtliche Körperschaften des öffentlichen Rechts : Universiteit, Fachhochschulen, AOK, BKK, Medizinischer Dienst der Krankenversicherung
Kirchenrechtliche Körperschaften des öffentlichen Rechts : Kerken en religieuze gemeenschappen, die de status van een Körperschaft des öffentlichen Rechts naar artikel 140 van de grondwet in verbinding met de voorschrift van de Weimarer Reichsverfassung toegekend werd (Körperschaftsstatus). De grondwet ziet de uitoefening van de godsdienst als bezuinigingswaardige openbare taak aan (zie de plicht voor godsdienst onderwijs). Maar in verband met de religieuze neutraliteit is het de overheid niet toegekend, dat de kerken en religieuze gemeenschappen als deel van het openbaar bestuur kunnen worden aangezien. In dit gevolg zijn de religieuze Körperschaften des öffentlichen Rechts niet uitsluitend uit het statelijk bestuur uitgezonderd, maar ook geen deel uitmakend van de openbare macht, en daarom ook niet grondwet verplicht, maar hebben recht op de grondwet. Ook kan de overheid geen rechterlijke controle uitoefenen. De öffentlich-rechtliche status dient alleen daartoe, de uit vroegere tijden overgenomen vormen verder te gebruiken (Parochie- en ambtenaren verhoudingen, kerkbelasting) en de religieuze verenigingsvrijheid goed kan omgezet worden (zelforganisatie door kerkrecht). Met de öffentlich-rechtliche status verbindt ook het eenvoudige recht voordelen, die als bundel van privilegiën aangezien wordt. Het uittreden is geregeld naar de statelijke wetgeving over het uittreden uit kerken (ook als de religieuze gemeenschap zichzelf niet als kerk betekent); of de enkele religieuze gemeenschap dit statelijk geregelde uittreden voor zichzelf erkent, is een vraag van hun eigen voorwaarden van lidmaatschap.

### Indeling naar de eigenschap van de leden
Gebietskörperschaften: Alle in een bepaald gebied duurzaam levende burgers die in dit gebied wonen, worden geregistreerd. Er bestaat een gedwongen lidmaatschap, bijvoorbeeld de Bondsrepubliek, deelstaten, bestuurlijke regio's, districten en stadsdistricten, maar ook bestuurlijke eenheden met bijzondere taken, zoals Landschafts- en Bezirksverbände, en eenheden waar zich meerdere districten of stadsdistricten of gemeenten voor een bepaald doel in een verband (Duits: Zweckverbände) bestuurlijk aangesloten hebben en
Personalkörperschaften: Niet alle in een bepaald gebied wonende (natuurlijke) personen worden geregistreerd, maar uitsluitend zij, die een bepaalde eigenschap of een bepaalde plaatsing onder iets hebben. Bijvoorbeeld de Industrie- und Handelskammer (Kamer van Koophandel), Verbände des Handwerks (Innungen, Kreishandwerkerschaften), de openbare bestuurlijke eenheden van ambachtslieden, Kassenärztliche Vereinigungen, Ärzte-, Rechtsanwalts-, Notar- en Wirtschaftsprüfer-Kammern, openbare bestuurlijke eenheden van artsen, advocaten, notarissen, en belastingadviseurs, Bundesluftschutzverband en de meeste universiteiten.
Verder zijn de volgende religieuze gemeenschappen Körperschaften des öffentlichen Rechts 

de evangelische Kerk in Duitsland (EKD), de evangelische Landeskerken, de evangelische parochies en parochieverbanden;
de Rooms-Katholieke Kerk, de Heilige Stoel, de rooms-katholieke parochies, de diocesane verbanden, de bisdommen, het kapittel van een bisdom, enige rooms-katholieke kloosterorden, de religieuze genootschappen, instellingen als ziekenhuizen op religieuze grondslag, stichtingen en bepaalde instellingen zonder vermogen van de Rooms-Katholieke Kerk;
de evangelische vrije kerken (bijvoorbeeld de Evangelisch-Methodistische Kerk, de Bond van de Evangelisch-Vrijkerkelijke gemeenten in Duitsland, de Baptisten, de Bond van Vrije Evangelische Gemeenten in Duitsland, de Evangelisch-Lutherse Vrije Kerk, de broedergemeente en de mennonieten);
de Nieuw-Apostolische Kerk, de mormonen, Christian Science, de Christengemeenschap, het Apostelamt Jesu Christi (Cottbus);
de niet-christelijke verenigingen (bijvoorbeeld de Israëlische Cultus gemeente en hun verbanden, de vrije religieuze Landsgemeenschappen).
de Jehova's getuigen;

Niet tot de Körperschaften des öffentlichen Rechts behoren de Grieks-katholieke, de Grieks-Orthodoxe Kerk en de boeddhisten. Meestal zijn deze religieuze gemeenschappen als eingetragene Vereine (in een speciaal register (Vereinsregister)  bij het kantongerecht vermelde verenigingen) georganiseerd. Bijvoorbeeld de Kolping-Verein e. V. is een dergelijke vereniging. Ook de vakbonden en vakcentrales zijn geen Körperschaften des öffentlichen Rechts. De vakbonden (Duits: Gewerkschaften) zijn meestal eingetragene Vereine en daarom hebben zij hun rechtspersoonlijkheid uit het privaatrecht dat geregeld is in het burgerlijk wetboek (Bürgerliches Gesetzbuch (BGB)). De vakcentrale is vergelijkbaar met de koepelorganisatie van de vakbonden in Duitsland, de Deutscher Gewerkschaftsbund (DGB). De grootste vakbonden in Duitsland (I(ndustrie)G(ewerkschaft) Metall , IG Bergbau, Chemie, Energie, Vereinte Dienstleistungsgewerkschaft ver.di, de Gewerkschaft Bauen-Agrar-Umwelt, de Gewerkschaft Transnet, de Gewerkschaft Nahrung-Genuss-Gaststätten, de Gewerkschaft Erziehung und Wissenschaft alsook de Gewerkschaft der Polizei), die 84% van de in Duitse vakbonden georganiseerde leden verenigen, zijn in de Deutscher Gewerkschaftsbund (DGB) samen gesloten. De vakbonden en vakcentrales, die niet als eingetragene Vereine georganiseerd zijn, worden als rechtsfähige Personenvereinigung beschouwd en hebben daarmee rechtspersoonlijkheid. Zij zijn rechterlijk vergelijkbaar met de Duitse politieke partijen.  
Ook tot de Körperschaften des öffentlichen Rechts behoren de zogenoemde Realgemeinden of Woud coöperatieve verenigingen. Realgemeinden zijn de uit vroegere Duitse Markgenootschappen, Haubergverbanden, Alpengenootschappen, Visserijgenootschappen enzovoort, ontstane agriculturele genootschappen, die hun eigen rechtspersoonlijkheid behouden hebben, omdat het vermogen van de oude genootschappen of coöperatieve verenigingen en verbanden niet of slechts deels op de gemeenten is overgegaan. 
Zelfstandige Anstalten (instellingen) des öffentlichen Rechts, bijvoorbeeld de Duitse Bundesbank, de Bundesanstalt für den Güterfernverkehr, de Bundesanstalt für Arbeit (nu: Bundesagentur für Arbeit), de Duitse Rentenverzekering (Bund), de Duitse Rentenverzekering (Land), de Beroepsgenootschappen de instituten van de sociale verzekering (Krankenkassen (AOK), Betriebskrankenkassen (BKK), Innungskrankenkassen (IKK), Land-Krankenkassen, Barmer Ersatzkasse (BEK), Deutsche Angestelltenkrankenkasse (DAK), Technikerkrankenkassen (TKK)), de Bundesknappschaft (voor de mijnwerkers), de meeste door gemeenten en gemeenteverbanden opgerichte Sparkassen (zusterinstituten van de bondsspaarbanken), de Girozentralen en de Landesbanken.
Onzelfstandige instellingen hebben geen eigen rechtspersoonlijkheid. Het zijn meestal instellingen zonder vermogen binnen zogenoemde Muttergemeinwesen, waartoe ze juridisch, technisch en organisatorisch behoren. Hieronder vallen de meeste openbare scholen, musea, bibliotheken, ziekenhuizen, zwembaden en Kindergarten (kleuterscholen).
Stiftungen (Stichtingen) des öffentlichen Rechts zijn juridische personen, die onder inzet van een bepaald eigen vermogen of toegekende inkomsten bepaalde opdrachten van de openbare administratie zelfstandig uitvoeren. De oprichting van een Stiftung des öffentlichen Rechts wordt vastgelegd in het stichtingsregister bij het kantongerecht en daar ook verder gedocumenteerd. Stiftungen des öffentlichen Rechts werden meestal door de Bondsrepubliek Duitsland of een van de 16 deelstaten opgericht. Stiftungen des öffentlichen Rechts zijn bijvoorbeeld het Hilfswerk für behinderte Kinder (steun aan gehandicapte kinderen), de Heimkehrer-Stiftung (stichting voor voormalige krijgsgevangenen), de Stiftung für die Alterssicherung älterer Selbständiger, en op het gebied van cultuur bijvoorbeeld de Stiftung "Preußischer Kulturbesitz".
De Deutschlandradio is een Körperschaft des öffentlichen Rechts. De dragende leden van deze nationale omroep zijn volgens de Deutschlandradio-Staatsvertrag de ARD, het ZDF en de 16 deelstaten. Maar de öffentlich-rechtliche Rundfunkanstalten (bijvoorbeeld de leden van de ARD) zijn daarentegen meestal Anstalten des öffentlichen Rechts, omdat zij gebruikers en geen leden hebben.